# Paul Côté
Paul Thomas Côté (ur. 28 stycznia 1944 w Vancouver, zm. 19 lipca 2013 tamże) – kanadyjski żeglarz sportowy. Brązowy medalista olimpijski z Monachium.
Zawody w 1972 były jego jedynymi igrzyskami olimpijskimi. Zajął trzecie miejsce w klasie Soling. Wspólnie z nim załogę łodzi stanowili Dave Miller i John Ekels.